# سووا یوریشیگه
سووا یوریشیگه (به ژاپنی: 諏訪 頼重 すわ よりしげ) (زمان حیات ۱۵۴۲–۱۵۱۶ میلادی) فرمانده سپاه دوره سن‌گوکو در منطقهٔ ولایت شینانو (یکی از مناطق بر طبق تقسیم‌بندی قدیم کشور ژاپن) بود. در سال ۱۵۴۰ میلادی با سومین دختر تاکدا نوبوتورا، خواهر تاکِدا شینگِن به نام ننه گوریونین پیوند ازدواج بست. سال بعد تاکدا شینگن بر جای پدر نشست و جنگی تمام عیار مابین او و سووا یوریشیگه درگرفت. او در سال ۱۵۴۲ میلادی پس از شکست از تاکدا شینگن به همراه برادر کوچکتر خود در معبد توکوجی در شهر کوفو، یاماناشی زندانی شد و در همانجا به همراه برادرش خودکشی کرد. نخستین فرزند او از خواهر شینگن در سال ۱۵۴۲ و اندکی پس از مرگ پدر متولد شد. او همچنین پدر سووا گوریونین (متولد ۱۵۳۰ میلادی)، یکی از همسران تاکدا شینگن و مادر تاکدا کاتسویوری فرزند و جانشین تاکدا شینگن بود.